# Cicero, Illinois
Cicero, Illinois är en förstad till Chicago i Cook County, Illinois, USA. Staden hade lite drygt 85 000 invånare år 2000. Staden är uppkallad efter Cicero, New York, som i sin tur är uppkallad efter Marcus Tullius Cicero, den romerske talaren och politikern.